# Speechless (filme)
Speechless (bra: Apenas Bons Amigos; prt: Sem Palavras) é um filme estadunidense de 1994, uma comédia romântica dirigida por Ron Underwood e estrelada por Geena Davis (que também produziu o filme junto com o então marido Renny Harlin), Michael Keaton, Christopher Reeve, Bonnie Bedelia e Ernie Hudson.
O filme recebeu críticas negativas dos críticos, com Rotten Tomatoes dando a Speechless uma nota de 11%. Apesar disso, Geena Davis foi indicada ao Globo de Ouro de melhor atriz em comédia ou musical por sua performance.
O filme estreou na 5ª posição nos Estados Unidos e faturou US$ 20,6 milhões. Na América Latina, vários países lançaram o filme com o título "No sé tú", aproveitando o hit de 1992 do cantor mexicano Luis Miguel escrito pelo compositor mexicano Armando Manzanero, incluído na trilha sonora do filme. A trilha sonora incluiu "2 Sides", uma faixa também presente no álbum de 2000 de James Armstrong, Got It Goin' On.

## Trama
Julia Mann (Davis) e Kevin Vallick (Keaton) são dois escritores com insônia que se apaixonam numa noite mas o romance vai pro espaço quando eles descobrem que estam escrevendo discursos para candidatos rivais numa eleição, com Julia escrevendo discursos para um candidato democrata e Kevin escrevendo discursos para um candidato republicano. Outro assunto difícil é o fato da ex-esposa de Kevin (Bedelia) também estar na campanha e o reporter Bob 'Bagdad' Freed (Reeve), noivo de Julia, fica em cima dela o tempo todo.

## Elenco
- Michael Keaton como Kevin Vallick
- Geena Davis como Julia Mann
- Bonnie Bedelia como Annette
- Ernie Hudson como Dan Ventura
- Christopher Reeve como Bob Freed
- Charles Martin Smith como Kratz
- Gailard Sartain como Lee Cutler
- Ray Baker como Ray Garvin
- Mitchell Ryan como Lloyd Wannamaker
- Willie Garson como Dick
- Harry Shearer como Chuck
- Steven Wright como Eddie
- Jodi Carlisle como Doris Wind

## Visão
O filme foca em dois escritores de discursos em uma corrida ao senado do estado americano do Novo México. O filme estréia simultaneamente as Eleições Nacionais para o Senado dos Estados Unidos de 1994 onde apenas 53% da população votou. O filme tenta mostrar o problema mostrando os candidatos em campanha atacando uns aos outros tentando ganhar alguma vantagem.